# Martin Bjørnbak
Martin Bjørnbak (Mo i Rana, 22 de marzo de 1992) es un futbolista noruego que juega de defensa en el Molde FK de la Eliteserien.

## Selección nacional
Bjørnbak fue internacional sub-17 y sub-21 con la selección de fútbol de Noruega.

## Clubes
| Club              | País    | Año       |
| ----------------- | ------- | --------- |
| IL Stålkameratene | Noruega | 2008-2010 |
| F. K. Bodø/Glimt  | Noruega | 2011-2012 |
| FK Haugesund      | Noruega | 2012-2015 |
| F. K. Bodø/Glimt  | Noruega | 2015-2019 |
| Molde FK          | Noruega | 2019-act. |

## Palmarés

### Títulos nacionales
| Título          | Club     | País    | Año  |
| --------------- | -------- | ------- | ---- |
| Eliteserien     | Molde FK | Noruega | 2019 |
| Copa de Noruega | Molde FK | Noruega | 2022 |
| Eliteserien     | Molde FK | Noruega | 2022 |